# Eridolius aurifluus
Eridolius aurifluus là một loài tò vò trong họ Ichneumonidae.